# Варга-Ираткы
Варга-Ираткы (устар. Воргэ-Ират-Кы) — река в России, протекает по территории Ямало-Ненецкого АО. Устье реки находится в 96 км по левому берегу реки Ираткы. Длина реки составляет 50 км.

## Данные водного реестра
По данным государственного водного реестра России относится к Нижнеобскому бассейновому округу, водохозяйственный участок реки — Таз. Речной бассейн реки — Таз.
Код объекта в государственном водном реестре — 15050000112115300068568.